# Caladenia reticulata
Caladenia reticulata är en orkidéart som beskrevs av Robert Desmond David Fitzgerald. Caladenia reticulata ingår i släktet Caladenia och familjen orkidéer. Inga underarter finns listade i Catalogue of Life.